# Neopipo cinnamomea
Neopipo cinnamomea е вид птица от семейство Tyrannidae, единствен представител на род Neopipo.

## Разпространение
Видът е разпространен в Бразилия, Венецуела, Гвиана, Еквадор, Колумбия, Перу, Суринам и Френска Гвиана.